# Razzie Award för sämsta filmmusik
Nedan följer en lista över vinnare och nominerade av en Razzie Award för Sämsta filmmusik, (Golden Raspberry Award for Worst Musical Score). Det var en kortvarig kategori där pris bara delades ut mellan filmåren 1981 och 1985.
Vinnare presenteras överst i fetstil och gul färg. Året avser det år som personerna vann för, varpå de vann på galan året därpå.

## 1980-talet
| År                                                | Film                                                                             | Kompositör      |
| 1981 (2:a)                                        |                                                                                  |                 |
| ------------------------------------------------- | -------------------------------------------------------------------------------- | --------------- |
| 1981 (2:a)                                        | The Legend of the Lone Ranger                                                    | John Barry      |
| 1981 (2:a)                                        | Heaven's Gate                                                                    | David Mansfield |
| 1981 (2:a)                                        | Gatans lag                                                                       | Tangerine Dream |
| 1981 (2:a)                                        | Under the Rainbow                                                                | Joe Renzetti    |
| 1981 (2:a)                                        | Zorro, The Gay Blade                                                             | Ian Fraser      |
| 1982 (3:e)                                        |                                                                                  |                 |
| The Pirate Movie                                  | Kit Hain                                                                         |                 |
| Butterfly                                         | Ennio Morricone                                                                  |                 |
| Death Wish II                                     | Jimmy Page                                                                       |                 |
| Monsignor                                         | John Williams                                                                    |                 |
| The Thing                                         | Ennio Morricone                                                                  |                 |
| 1983 (4:e)                                        |                                                                                  |                 |
| The Lonely Lady                                   | Charles Calello med Jeff Harrington, J. Pennig och Roger Voudouris               |                 |
| Querelle                                          | Peer Raben                                                                       |                 |
| Stålmannen går på en krypto-nit                   | Musiken adapterad och genomarbetad av Giorgio Moroder                            |                 |
| Yentl                                             | Michel Legrand, Alan Bergman och Marilyn Bergman (Även Oscarsvinnare)            |                 |
| Yor, the Hunter from the Future                   | John Scott och Guido & Maurizio De Angelis                                       |                 |
| 1984 (5:e)                                        |                                                                                  |                 |
| Bolero                                            | Musik av Peter Bernstein, kärleksscener musiksatt av Elmer Bernstein             |                 |
| Metropolis (Nysläppt version) och Thief of Hearts | Giorgio Moroder                                                                  |                 |
| Rhinestone                                        | Originalmusik och text av Dolly Parton, adaption och genomarbetning av Mike Post |                 |
| Sheena                                            | Richard Hartley                                                                  |                 |
| Where the Boys Are '84                            | Sylvester Levay                                                                  |                 |
| 1985 (6:e)                                        |                                                                                  |                 |
| Rocky IV                                          | Vince DiCola                                                                     |                 |
| Fever Pitch: En i laget                           | Thomas Dolby                                                                     |                 |
| Kung Salomos sk(r)att                             | Jerry Goldsmith                                                                  |                 |
| Revolution                                        | John Corigliano                                                                  |                 |
| Turk 182                                          | Paul Zaza                                                                        |                 |